# Teatro Duse (Bologna)
Il Teatro Duse è uno dei più antichi teatri di Bologna. È per tradizione il teatro di prosa della città.

## Descrizione
Nell'edificio che lo ospita, il Palazzo del Giglio di via Cartoleria, era attivo già dalla metà del XVII secolo il teatrino San Saverio utilizzato per le recite scolastiche di un collegio gesuita.
Nel 1822 l'ingegnere Antonio Brunetti rilevò la sala, che dal nuovo proprietario prese poi il nome di Teatro Brunetti. Inizialmente il cartellone era riservato agli spettacoli di burattini e alle esibizioni circensi. Alla morte del proprietario i nipoti decisero di operare una profonda ristrutturazione per ammodernare il teatro. Nel 1865 venne inaugurata la nuova sala con due ordini di gallerie e un loggione, provvista di illuminazione a gas, una novità per l'epoca. Il Teatro Brunetti, con un programma di prosa, opera operetta e concerti, divenne ben presto uno dei più importanti teatri della città, tanto da ospitare il re Umberto I con la consorte Margherita nel 1878 e due spettacoli di Sarah Bernhardt.
Nel 1898 il teatro cambiò ancora una volta proprietario e nome. Fu chiamato Teatro Duse, in onore di Eleonora Duse, la più grande attrice italiana dell'epoca, apprezzata al punto da avere un teatro intitolato a suo nome mentre era ancora viva: nel 1898 Eleonora Duse aveva quarant'anni, ed era in piena attività. Il teatro fu ristrutturato nel 1904, poi di nuovo ad opera di Paolo Graziani negli anni quaranta, quando assunse l'aspetto attuale. Nel 2003 è stato effettuato un intervento di restauro.
Dal 1963 al 2010 il teatro è stato gestito dall'Ente Teatrale Italiano (E.T.I.), fino a che il Decreto Legge n.78 del 31 maggio 2010 lo ha soppresso, delegandone alcuni compiti al MiBAC, Ministero per i Beni e le Attività Culturali.
Il teatro ha quindi vissuto un periodo di incertezza che è terminato nel 2011, quando una cordata di affermati impresari ha deciso di salvarlo dalla chiusura, prendendone le redini e aprendo una nuova era per lo storico palco di via Cartoleria.
La rinascita del Duse è firmata dal nuovo Cda composto da Walter Mramor della a.ArtistiAssociati di Gorizia (Presidente), Livia Amabilino presidente de La Contrada – Teatro stabile di Trieste e Berto Gavioli gestore del Teatro Michelangelo di Modena. Accanto a loro anche Stefano Degli Esposti, della Dems Teatro Srl, società proprietaria dello stabile. Al Cda, da Statuto, è affidata la Direzione Artistica che, in questi anni, ha speso le migliori risorse professionali, creative e umane, riuscendo ad imprimere al Duse uno slancio di forte rinnovamento.
La proposta culturale si è ampliata e articolata di anno in anno. Lo sguardo si è esteso alla danza e alla grande musica internazionale, fino alla drammaturgia di impegno civile e contemporanea, senza mai tralasciare le collaborazioni con le realtà del territorio.
Oggi il Duse è proiettato nel futuro grazie anche a progetti speciali per i ragazzi e per i giovani, che vedono protagonisti i nuovi talenti.
A coronare questo cammino di crescita e di diversificazione la decisione, nel 2015, del Mibact di riconoscere il Duse quale Organismo di programmazione multidisciplinare, unico in Italia.
La sala dispone di 999 posti, divisi in 475 in platea, 210 in prima galleria, 221 in seconda galleria e 93 in due ordini di palchi. Il palcoscenico misura 14 metri in larghezza, 13,50 metri in profondità, 12,20 metri in altezza. Il boccascena è 11 metri in larghezza e 8 metri in altezza.

## Eventi e rappresentazioni
Tra i direttori d'orchestra più celebri dell'800 che hanno diretto al Teatro Brunetti di Bologna, si annovera il M°Antonino Palminteri, presente sul podio nel novembre del 1896, portando in scena l'opera La Gioconda di Amilcare Ponchielli. Gli esiti delle rappresentazioni furono eccellenti e apprezzatissimi.